# Résolution 1421 du Conseil de sécurité des Nations unies
Membres permanents
- Chine
- États-Unis
- France
- Royaume-Uni
- Russie

Membres non permanents
- Bulgarie
- Cameroun
- Colombie
- Guinée
- Irlande
- Mexique
- Maurice
- Norvège
- Singapour
- Syrie

Résolution no 1420 Résolution no 1422
La résolution 1421 du Conseil de sécurité des Nations Unies, adoptée à l'unanimité le 3 juillet 2002, après avoir rappelé toutes les résolutions précédentes sur le confit en ex-Yougoslavie, en particulier les résolutions 1357 (2001), 1418 (2002) et 1420 (2002), a, en vertu du Chapitre VII de la Charte des Nations unies, prolongé le mandat de la Mission des Nations Unies en Bosnie-Herzégovine (MINUBH) et a autorisé le maintien de la Force de stabilisation (SFOR, acronyme anglais pour Stabilisation Force) jusqu'au 15 juillet 2002.
Comme pour la résolution 1420 (2002), les États-Unis ont exprimé leur inquiétude face aux « poursuites politisées » de leurs soldats de maintien de la paix  devant la Cour pénale internationale (CPI), dont le Statut est entré en vigueur le 1er juillet 2002, alors que ce pays n'a pas accepté sa compétence. La prolongation du mandat de la MINUBH a accordé plus de temps pour les consultations concernant l'immunité du personnel des Nations Unies qui était ressortissant de pays qui n'ont pas reconnu la CPI.

## Voir également
- Guerre de Bosnie-Herzégovine
- Guerres de Yougoslavie